# Szczepanki (powiat przasnyski)
Szczepanki – wieś w Polsce, w województwie mazowieckim, w powiecie przasnyskim, w gminie Czernice Borowe. Ma status sołectwa
W skład sołectwa Szczepanki wchodzi także kolonia Piechy.
Do 2023 miejscowość była przysiółkiem wsi Miłoszewiec.
W latach 1975–1998 przysiółek należał administracyjnie do województwa ciechanowskiego.